# Emil Gottlieb Schuback
Emil Gottlieb Schuback  est un peintre de genre et lithographe allemand, né le 28 juin 1820 à Hambourg et mort le 14 mars 1902, à Düsseldorf. Il est proche du mouvement nazaréen.

## Biographie
Schuback suit ses premiers cours de peinture auprès de Gerdt Hardorff à l'École d'érudition Saint-Jean (« Gelehrtenschule des Johanneums ») de Hambourg puis devient membre de l'association des artistes de Hambourg de 1832 (de). À l'âge de seize ans, il se rend à Munich, où il étudie à l'Académie des beaux-arts de Munich avec Peter von Cornelius et Heinrich Maria von Hess.

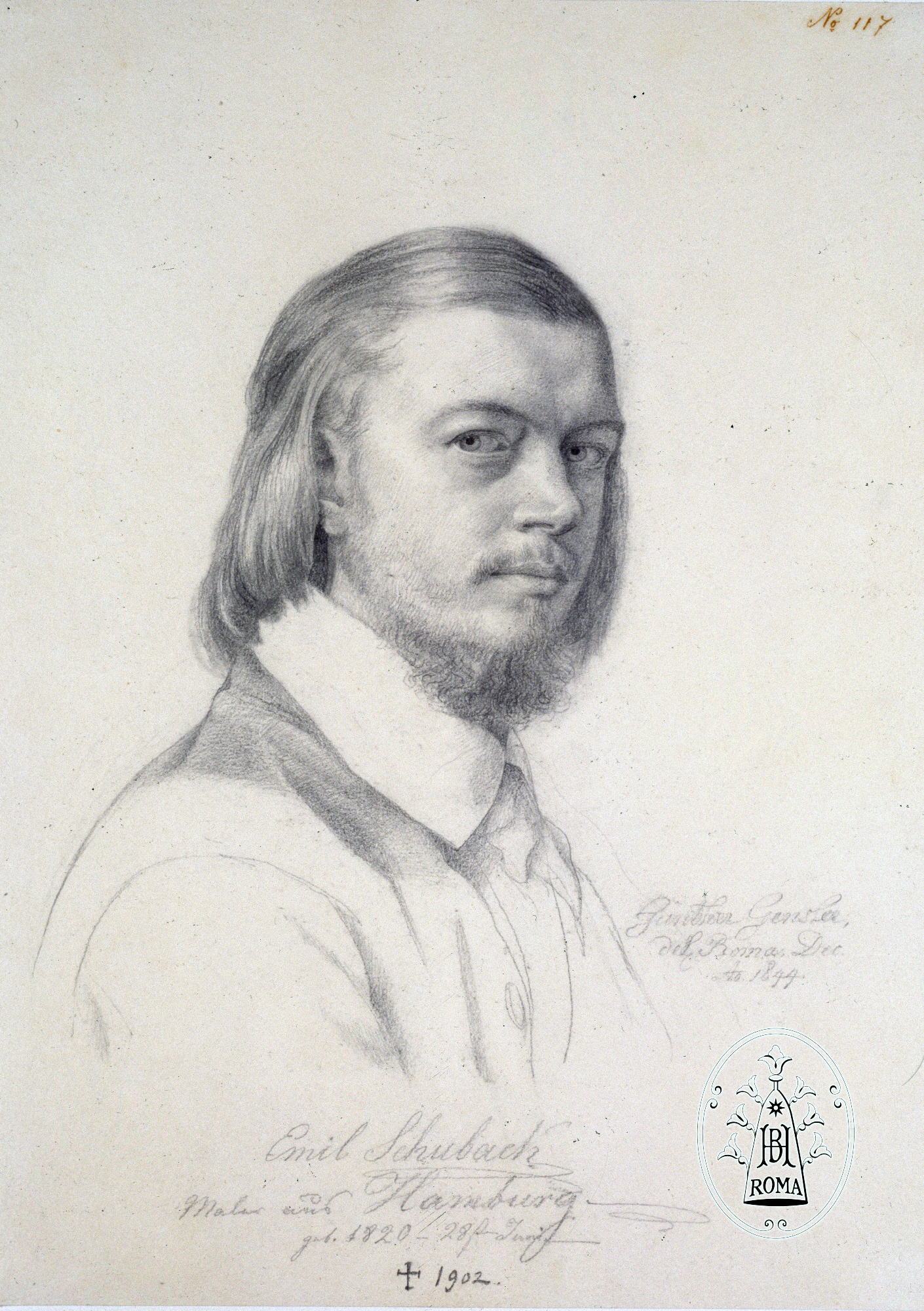
Portrait de Schuback à Rome en décembre 1844, dessiné par Günther Gensler.

Sa collaboration avec Cornelius l'amène à s'impliquer dans le mouvement nazaréen. Aussi, il se rend à Rome en 1844 pour rejoindre un groupe d'artistes allemands partageant les mêmes idées, dont Heinrich Dreber, Günther Gensler et le sculpteur Heinrich Gerhardt.
Il revient à Hambourg en 1848, où il se concentre sur la peinture de genre et la peinture d'histoire. En 1855, il s'installe à Düsseldorf pour travailler après du célèbre artiste de genre Rudolf Jordan, et il s'associe à la École de peinture de Düsseldorf. Depuis, il se consacre exclusivement aux œuvres de genre. De nombreuses scènes de la vie d'enfants sont représentées, reflétant le métier d'institutrice de sa femme Emma. Plus tard, elle fonde sa propre école pour filles, la « Schuback'schen Schule ». L'école est ouverte jusqu'en 1911.
Schuback est également membre de l'association d'artistes Malkasten et de l'association des artistes de Düsseldorf (de).

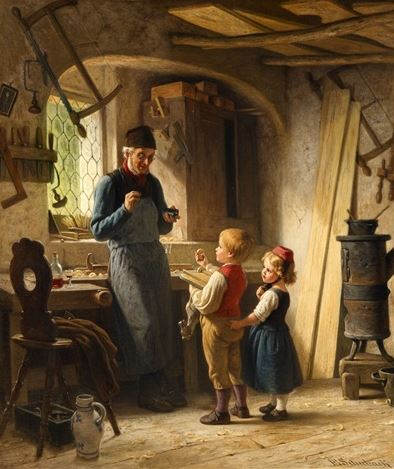
Dans l'atelier de grand-père.
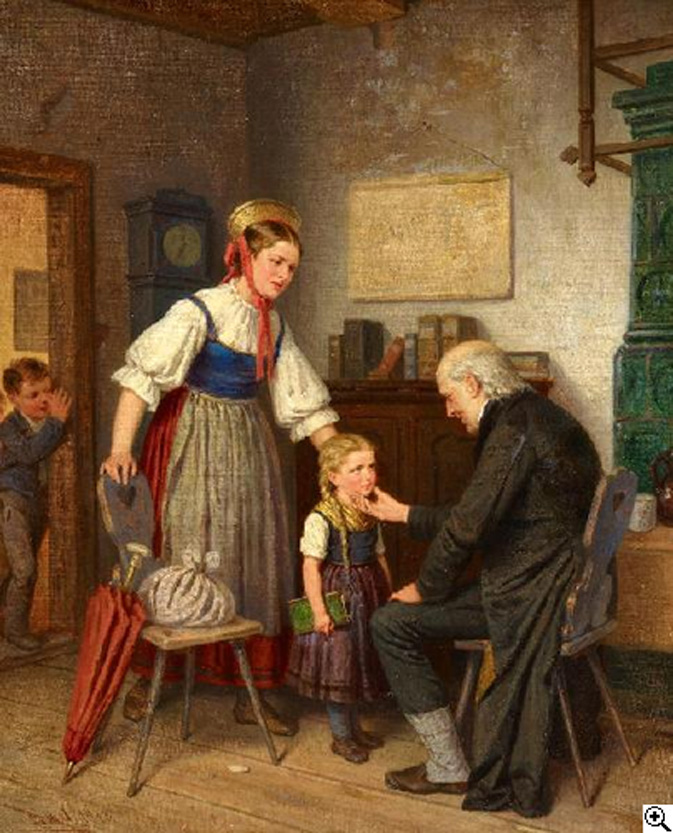
Départ pour le premier jour d'école
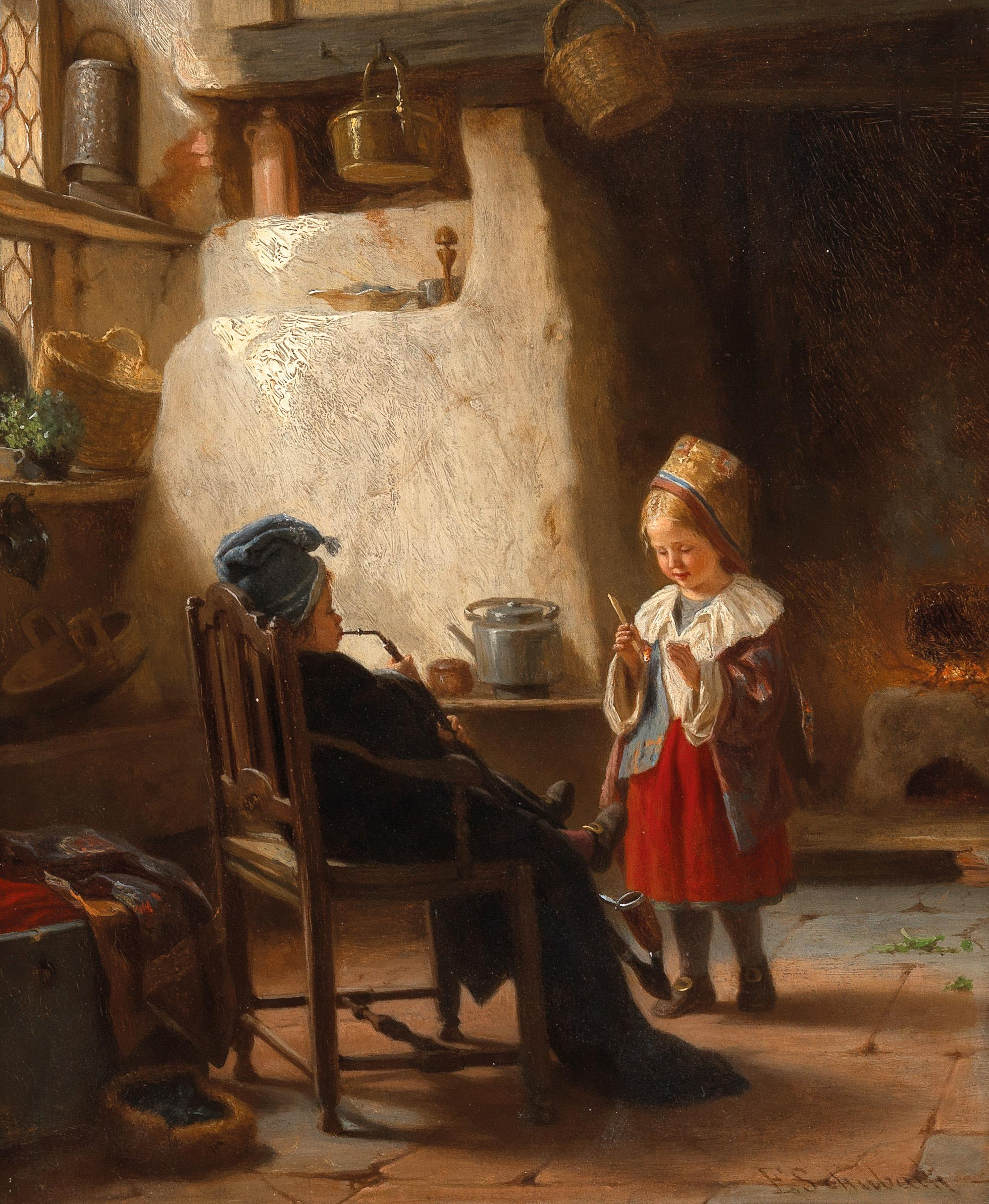
Grand-père et grand-mère
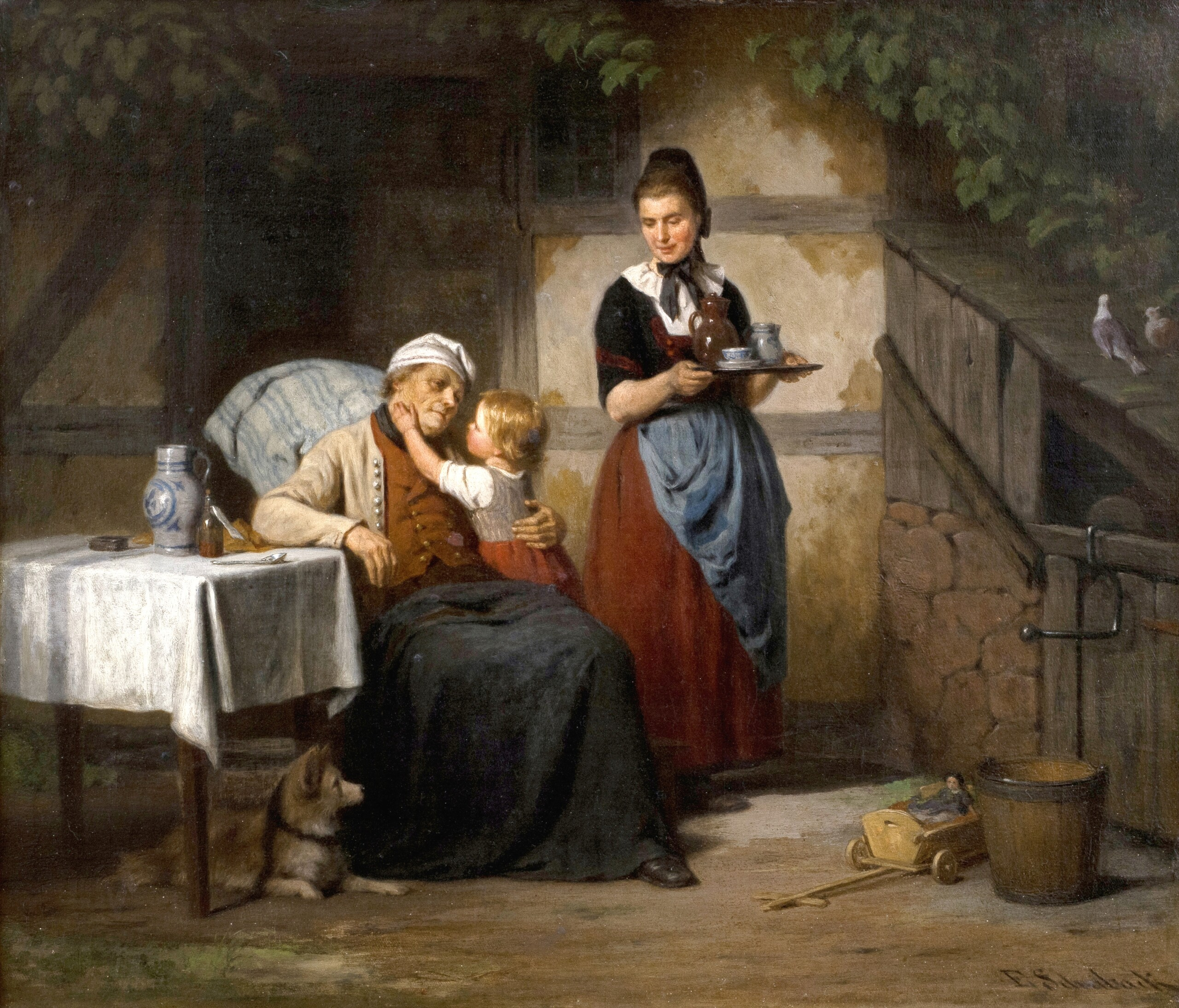
Grand-mère malade

En 1885, il effectue un autre long séjour à Rome. Une grande rétrospective a eu lieu à la Kunsthalle de Düsseldorf peu après sa mort.